# Dyschoriste pinetorum
Dyschoriste pinetorum är en akantusväxtart som beskrevs av Clarence Emmeren Kobuski. Dyschoriste pinetorum ingår i släktet Dyschoriste och familjen akantusväxter. Inga underarter finns listade i Catalogue of Life.